# 百武源吾
百武 源吾（ひゃくたけ げんご、1882年（明治15年）1月28日 - 1976年（昭和51年）1月15日）は、日本の海軍軍人。最終階級は海軍大将。第7代九州帝国大学総長。佐賀県出身。兄・三郎と源吾は海軍兵学校を首席卒業し、ともに海軍大将となった日本海軍史上唯一の兄弟である(陸軍大将兄弟は皇族軍人などで数例が、陸海軍を跨いだ大将兄弟は、西郷隆盛・従道兄弟、鈴木貫太郎・孝雄兄弟の2例がある)。

## 人物・来歴
佐賀藩の足軽・百武庭蔵の五男として生まれた。百武三郎は三男、陸軍中将の弟・晴吉は六男である。少年時代の源吾は農学を志していたが、海軍兵学校を目指していた兄（四男）幸治が志半ばで病死したことを機に、幸治の遺志を継いで海軍を目指すことにした。佐賀中学、海軍予備校を経て、明治35年（1902年）12月、海軍兵学校30期を首席で卒業。同期生から唯一人、大将まで昇進した。作家の芹沢光治良とは特別な交友関係にあり義兄弟の約束をしている。

### 尉官時代

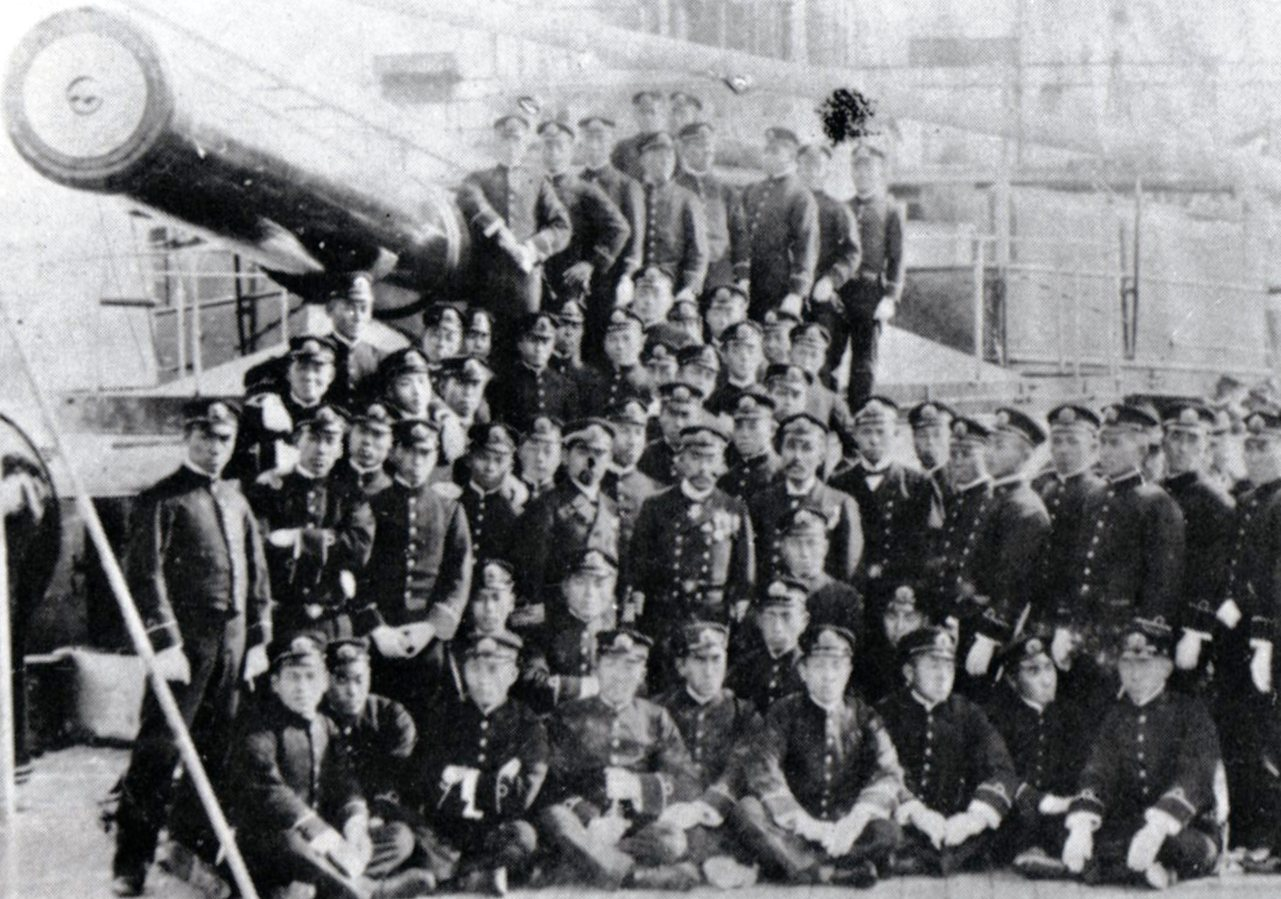
遠洋航海時の｢厳島｣乗組み候補生。前列左端が先任候補生の百武

遠洋航海を終えた際、席次は今村信次郎と入れ替わり次席となったが、明治36年（1903年）9月より連合艦隊旗艦「三笠」乗組に任じられ、主砲着弾観測員を務めた。翌年3月に「三笠」砲術長に加藤寛治少佐が着任し、8月10日の黄海海戦でヴィルヘルム・ウィトゲフト提督を爆死させた「運命の着弾」に貢献した。加藤の采配に感動した百武だったが、後に私的な諍いから加藤不信に転じて互いの命運を左右することになる。
黄海海戦後の10月に「韓崎丸」乗組となる。これは戦時のため遠洋航海が行われなかった32期の少尉候補生の実務訓練が目的で、中少尉から成績優秀な士官が選抜され指導官となったためである。12月に「富士」航海士となり、日本海海戦に参戦した。戦後は「千代田」「香取」「富士」の分隊長、「磐城」の航海長を務めて着実に技量を上げていった。明治40年（1907年）に砲術学校特修科、明治41年（1908年）には海軍大学校乙種(首席)、同専修学生、明治44年（1911年）には同甲種学生と、大尉時代は勤務の傍ら学校教育を頻繁に受けている。

### 佐官時代
大正2年（1913年）に初めて赤煉瓦勤務となり、軍令部参謀・教育本部第2部員を兼任した。大正4年（1915年）から2年間、アメリカに駐在する。ここでアメリカの国情を詳細にわたって研究し、日露戦争後にアメリカを仮想敵と定めた海軍の方針が無謀なものであることを悟り、対米協調路線を推進する決意を固めた。しかし、帰国して海軍大学校教官に任じられ、2年間にわたって学生に対米協調の重要性を説き続けたが、血気盛んな学生は「百武教官は恐米論者」と反発を強め、受け入れられなかった。
大佐に昇進した百武は、大正10年（1921年）に「多摩」艦長に任じられ、初めて艦長職に就いた。イギリスのエドワード王太子の訪日に際し、御召艦「レナウン」に同伴の任にあたり、また下関に停泊中に運炭船が「多摩」に激突沈没した事故の責任を問われて軍法会議にかけられている。この事故は難路で知られた関門海峡を通過するため、予め航路の帆船清掃を依頼したにもかかわらず、停泊している多摩に潮流に流された船が衝突したものであった。判決は罰金300円。「多摩」艦長時代は百武にとって激動の時期であり、感激のあまり任期中に生まれた七女に「多摩」と命名した。だが一方、直属の上司である第3戦隊司令官に、実の兄である三郎少将が着任して窮屈な思いもしている。以後、兄弟が同じ指揮系統に並ばないよう人事上の配慮が強化されることになる。
その後「春日」艦長・教育局第1課長・軍令部参謀を務めている。

### 将官時代
大正14年（1925年）に国連軍縮会議海軍代表に任じられ、交渉を通じてさらに対外協調路線の重要性を認識し、海軍大学校教頭に就任後は以前の教官時代以上に協調路線を熱く学生に説くようになった。
しかし一方で、軍令部の上官や陸軍に対しては、協調どころか反発することが多かった。昭和2年（1927年）に軍令部第1班長に就任し、百武の偏屈さが身を滅ぼす前兆を生み出すことになる。
前述のとおり、新任時代に加藤寛治の技量に感服したものの、再会した時には着弾観測員だった自分のことを忘れていたことに失望し、幕僚が同席した酒の席で加藤の薄情さを面罵したことがあった。このために軍令部第1班長（作戦部長）を2年務めながら軍令部次長の座を在任4ヶ月で追われ、軍令部総長就任の芽も奪われたとする見方がある。また陸軍に対しても、済南出兵に際して徹底介入を目指す荒木貞夫参謀本部第1部長に対して即時撤退を進言し、煙たがられている。満洲事変の際に関東軍を視察訪問した百武に対し、本庄繁司令官が会見を拒否した原因と言われる。
昭和4年（1929年）に第5戦隊司令官として一時軍令部を離れるが、昭和6年（1931年）10月に統帥権干犯問題処理のために末次信正・軍令部次長が更迭され、さらに後任の永野修身が軍縮会議全権となったため、百武が次長に就任した。既に軍令部長は因縁深い加藤寛治から谷口尚真大将に交代していたが、谷口自身も百武に劣らず偏屈で知られており、軍令部内では不評であった。この間は満洲事変に対応すべく、大陸の駐留部隊の増強と関東軍の動向を把握する必要性があったが、軍縮条約遵守を最大の懸案事項とする谷口・百武の下では事態が解決しないと軍令部員は考え、また加藤が海相・大角岑生に圧力をかけ両名とも翌年2月に更迭された。
以後の百武は、昭和7年（1932年）2月海軍大学校長、10月練習艦隊司令官、昭和8年（1933年）9月舞鶴要港部司令官、昭和9年（1934年）11月第三艦隊司令長官、昭和10年（1935年）12月佐世保鎮守府司令長官、昭和11年（1936年）3月艦政本部長と、できるだけ海軍省・軍令部と関わらない職を転々とした。練習艦隊司令官としてアメリカを歴訪した際には親米派の提督として各地で大歓迎を受けた。一方で地方長官としては前例にとらわれず奔放に振舞い、幕僚を困惑させることも多かった。
昭和11年（1936年）12月より翌年4月まで横須賀鎮守府司令長官を務め、この間に大将に昇進して百武の現場生活は終わった。以後は昭和17年（1942年）7月まで軍事参議官として現役に留まった。参議官としても陸海軍参議官の中で開戦にただ一人反対し、最後まで対米協調に邁進した。永野修身・軍令部総長が体調を崩し、引退をほのめかした際に、百武が序列から見て総長に任じられる可能性が高いことが問題となった。後年百武自身が｢軍令部総長や海軍大臣に就任することがあれば、開戦に反対であり思いきったことをやるつもりであった｣と述べているように明白な避戦派である百武が総長となることを阻止する水面下の工作の結果、永野続投が強行され、さらには戦時下にもかかわらず百武を予備役に編入し、海軍から追放することになった。大将の定年まで5年を残しての予備役編入であった。
戦後、新見政一元中将は、先の見える百武さんのような人が冷遇されたのは気の毒であったと述べている。

### 九州帝大総長
海軍を追われた百武は、九州帝国大学から総長候補に指名される。これは工学部が新総長を学外の第一人者から招聘する意向を固め、海軍経験者の中から百武を選んだものであった。学習院長経験者である野村吉三郎大将から説得され、百武は総長選挙に立候補し、昭和20年（1945年）3月から11月まで総長を務めた。教官を敬わない学生の風紀を改めるべく海軍式の教育を普及させた。また、陸軍省と文部省が医学生の徴兵を猶予する協定を結んでいたにもかかわらず、医学生も根こそぎ動員していた西部軍に対して直談判し、徴兵された医学生を大学に復帰させた。

### 戦後
昭和20年(1945年)8月15日、百武は辞表を提出し、静岡県引佐郡に移住し帰農する。64歳になっていた百武は自らの手で畑の開墾を始め、夜明け前から日没後まで農作業に追われた。訪れた人が涙を流すほどのあばら家生活で、最初の2年は何も収穫できないような状態であったが、自給自足できるまでに成功させた。
豊かな生活ではなかったが、恩給の申請に際しては有利であった九大総長としてではなく、海軍大将としての恩給を選んでいる。自宅に兵学校の同期生を招いてはクラス会を開き、また海軍の後輩達が訪れるのを喜んだ。しかし荒木貞夫らの招きには一顧もしなかった。
百武には一男九女があり、女婿には五・一五事件の特別弁護人を務めた浅水鉄男（殉職）などがいた。しかし男子は夭逝し、お手伝いであった女性を養女とし全財産を譲渡した。
昭和51年（1976年）に94歳で死去。兵学校30期生187名の最後を飾る大往生であった。

## 年譜
- 1902年（明治35年）12月14日 - 海軍兵学校卒業（30期）。海軍少尉候補生。
- 1903年（明治36年）12月28日 - 任海軍少尉。
- 1905年（明治38年）1月12日 - 任海軍中尉。
  - 12月12日 - 戦艦「香取」回航委員（イギリス出張）
- 1907年（明治40年）9月28日 - 任海軍大尉。
- 1908年（明治41年）11月20日 - 海大乙種学生。
- 1909年（明治42年）5月19日 - 海大専修学生。
  - 12月1日 - 防護巡洋艦「高千穂」航海長。
- 1910年（明治43年）3月1日 - 巡洋戦艦「生駒」分隊長。
- 1911年（明治44年）12月1日 - 海大甲種学生。
- 1912年（大正元年）12月1日 - 任海軍少佐。
- 1913年（大正2年）5月24日 - 装甲巡洋艦「出雲」航海長。
  - 7月31日 - 海大教官。
- 1915年（大正4年）5月10日 - アメリカ駐在（〜1917年6月20日）。
- 1917年（大正6年）4月1日 - 任海軍中佐。
  - 9月15日 - 海大教官。
- 1918年（大正7年）11月1日 - 兼陸軍大学校兵学教官。
- 1920年（大正9年）12月1日 - 任海軍大佐。
- 1921年（大正10年）12月1日 - 軽巡洋艦「多摩」艦長。
- 1923年（大正12年）3月5日 - 装甲巡洋艦「春日」艦長。
  - 12月1日 - 教育局第一課長。
- 1925年（大正14年）2月10日 - 軍令部参謀。
  - 2月12日 - フランス出張。
  - 9月19日 - 国連海軍代表。
  - 12月1日 - 任海軍少将。
- 1926年（大正15年）4月15日 - 海大教頭。
- 1927年（昭和2年) 12月1日 - 軍令部第一班長。
- 1929年（昭和4年）11月30日 - 第五戦隊司令官。
- 1930年（昭和5年）12月1日 - 任海軍中将。
- 1931年（昭和6年）10月10日 - 軍令部次長。
- 1932年（昭和7年）2月8日 - 海大校長。
  - 10月1日 - 練習艦隊司令官。
- 1933年（昭和8年）9月15日 - 舞鶴要港部司令官。
- 1934年（昭和9年）11月15日 - 第三艦隊司令長官。
- 1935年（昭和10年）12月2日 - 佐世保鎮守府司令長官。
- 1936年（昭和11年）3月16日 - 艦政本部長。
  - 12月1日 - 横須賀鎮守府司令長官。
- 1937年（昭和12年）4月1日 - 任海軍大将。
- 1938年（昭和13年）4月25日 - 軍事参議官。
- 1941年（昭和16年）4月9日 - 高等技術会議議長。
- 1942年（昭和17年）7月15日 - 予備役編入。
- 1945年（昭和20年）3月1日 - 九州帝国大学総長（〜11月30日）。
- 1947年（昭和22年）11月28日 - 公職追放の仮指定を受ける[13]。

## 栄典
位階
- 1904年（明治37年）3月18日 - 正八位[14][15]
- 1905年（明治38年）2月14日 - 従七位[14][16]
- 1907年（明治40年）11月30日 - 正七位[14][17]
- 1913年（大正2年）2月10日 - 従六位[14][18]
- 1917年（大正6年）4月20日 - 正六位[14][19]
- 1921年（大正10年）1月20日 - 従五位[14][20]
- 1926年（大正15年）1月15日 - 正五位[14][21]
- 1930年（昭和5年）12月27日 - 従四位[14][22]
- 1934年（昭和9年）12月1日 - 正四位[14][23]
- 1937年（昭和12年）4月15日 - 従三位[14]
- 1940年（昭和15年）5月1日 - 正三位[14]

勲章等
- 1906年（明治39年）4月1日 - 功五級金鵄勲章・勲五等双光旭日章・明治三十七八年従軍記章[14][24]
- 1913年（大正2年）5月31日 - 勲四等瑞宝章[14][25]
- 1915年（大正4年）11月7日 - 旭日小綬章・大正三四年従軍記章[14][26]
- 1920年（大正9年）11月1日 - 大正三年乃至九年戦役従軍記章[27]
- 1920年（大正9年）5月26日 - 勲三等瑞宝章[14][28]
- 1930年（昭和5年）9月9日 - 勲二等瑞宝章[14]
- 1934年（昭和9年）4月29日 - 勲一等瑞宝章[14]
- 1936年（昭和11年）7月10日 - 旭日大綬章[14]

## 親族
- 兄 百武三郎海軍大将、侍従長。
- 弟 百武晴吉陸軍中将、第17軍司令官。
- 岳父 横山正恭海軍機関少将。
- 義弟 佐藤三郎海軍中将、海軍大学校長。
- 義弟 横尾敬義海軍大佐、佐賀市長。